# Novo Airão
Novo Airão és un municipi brasiler situat a la Regió Metropolitana de Manaus, a l'estat de l'Amazones. Ocupa una àrea de 37.771.246 km² i la seua població, segons l'Institut Brasiler de Geografia i Estadística (IBGE) al 2020, era de 19.928 habitants, el quaranta-quatré municipi més populós de l'estat de l'Amazones i el menys populós de la seua microregió. La seua àrea representa el 2.4047% de l'àrea de l'estat de l'Amazones, el 0,9802% de la Regió Nord i el 0,4446% de tot el territori brasiler.
La història de Novo Airão està fortament unida a la de Velho Airão, una ciutat fantasma de la qual part dels seus colonitzadors són oriünds. És coneguda per les seues platges fluvials d'arena blanca i per la fabricació de vaixells. Destaca per la bellesa de la ciutat i la riquesa natural, al marge del riu Negro, un dels més rics i importants ecosistemes de l'Amazònia. El municipi destaca per contenir el Parc Nacional d'Anavilhanas, una unitat de conservació brasilera de protecció integral de la natura de l'estat, amb territori distribuït també pels municipis de Manaus i Iranduba.

## Geografia
Novo Airão es troba al marge dret del riu Negro, a una distància de Manaus de 115 km en línia recta i a 143 km per via fluvial. Limita amb els municipis de Presidente Figueiredo, Manaus, Iranduba, Manacapuru, Caapiranga, Codajás, Barcelos i amb l'estat de Roraima.

### Anavilhanas
Dintre del municipi de Novo Airão es troba el Parc Nacional d'Anavilhanas, àrea federal de protecció integral que engloba un dels majors arxipèlags fluvials del món, amb més de 400 illes, centenars de llacs i rius afluents, tots rics en espècies vegetals i animals. L'indret és un paradís per a biòlegs i ecòlegs, per al desenvolupament de projectes de recerca. L'aigua és el recurs natural més important de l'Amazònia i la força que en té és molt important, sobretot a Anavilhanas. En l'època de la pujada, un poc més de la meitat de les illes queden submergides, i la vista d'aus com papagais i guacamais es fa més freqüent. Literalment, es navega entre les copes dels arbres. En aquest període els animals es concentren en terra ferma, a les zones més altes. Al mes d'agost, el panorama comença a canviar, el riu s'asseca ràpidament i la presència d'animals aquàtics de gran port, com ara marsopes, caimans i llúdrigues gegants, s'hi nota més sovint. A partir de setembre, les platges i bancs d'arena blanca comencen a sorgir en determinades parts del riu. Algunes cascades als rius i afluents també apareixen. En completar el cicle, el nivell de l'aigua presenta una diferència de 12 metres, de mitjana.

## Subdivisions

### Barris
- Centre
- Remans
- Conjunt Anavilhanas
- Nossa Senhora Auxiliadora
- Jardí Wilton
- Novo Horitzonte
- Barri de Chicó
- Nova Esperança
- Santo Elias
- Eduardo Braga
- Murici
- Quilombolas de Airão
- Comunitat Igarapé Açú
- Comunitat Marajá
- Comunitat Santo Antônio
- Comunitat Tiririca
- Comunitat de Sobrado
- Comunitat del Madadá
- Comunitat de Santo Elias
- Comunitat de Airão Velho
- Comunitat de Caioézinho
- Comunitat de Bacaba
- Comunitat de Tambor
- Comunitat do Unini
- Comunitat do Igarapé Preto
- Comunitat de Cantagalo

El municipi rep la visita dels dofins de l'Amazones a la platja de la ciutat. És un dels pocs municipis del món que conté dos parcs nacionals: el de l'arxipèlag d'Anavilhanas, un dels majors arxipèlags fluvials del món, i el Parc de Jaú, la major àrea de conservació dins d'un únic país al món, a més del Parc Estatal del Riu Negro - Sector Nord i del territori indígena Waymiri Atroaris. Conté també un serpentari i moltes altres atraccions naturals, com ara les coves de Madadá, corrent del mato grosso i orquidiaris naturals. L'antiga seu del municipi és un altre atractiu, Airão Velho, una ciutat fantasma enclavada a la selva i envoltada d'altres vestigis humans encara més antics.

## Galeria d'imatges

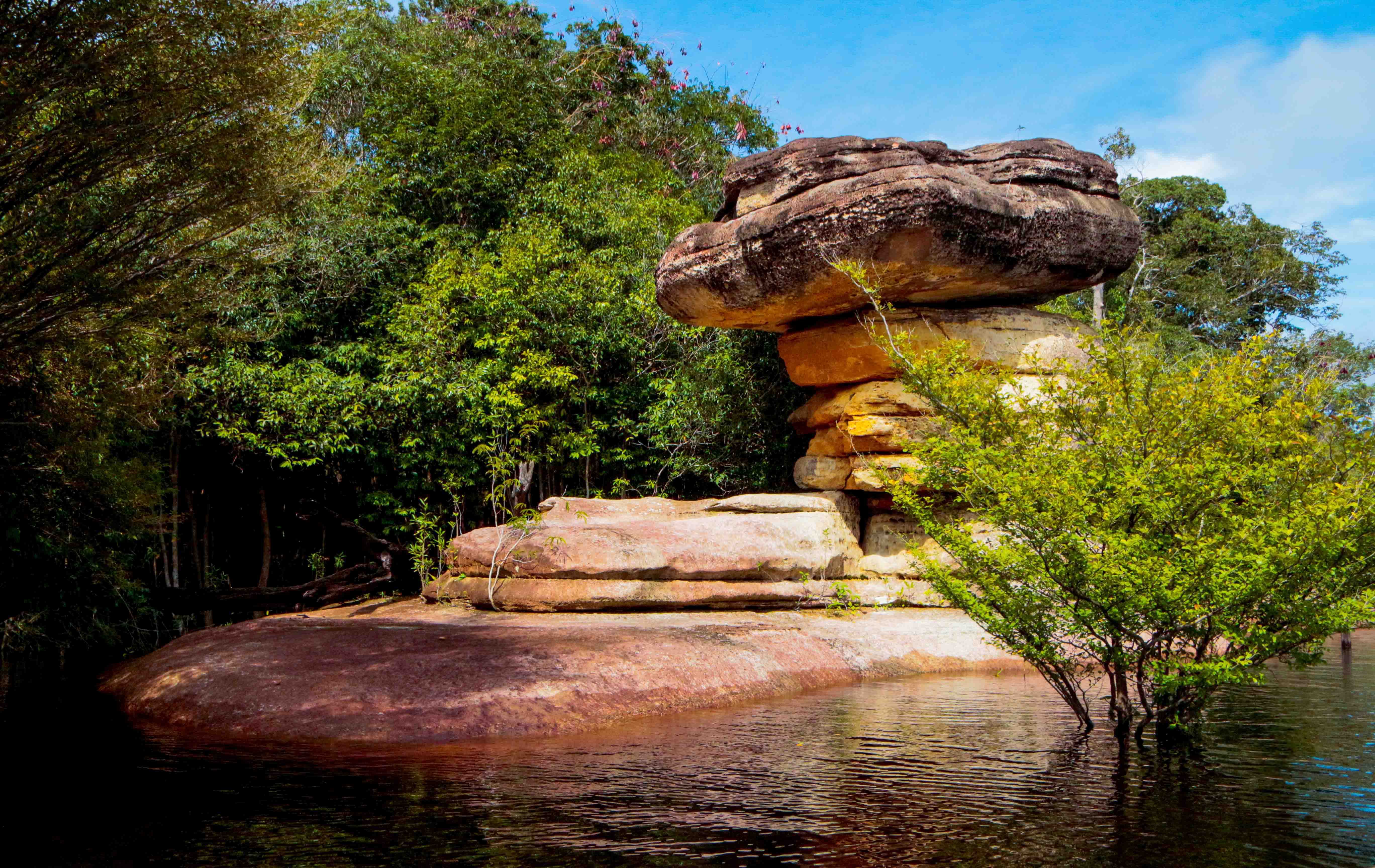
Pedra de Sanduíche
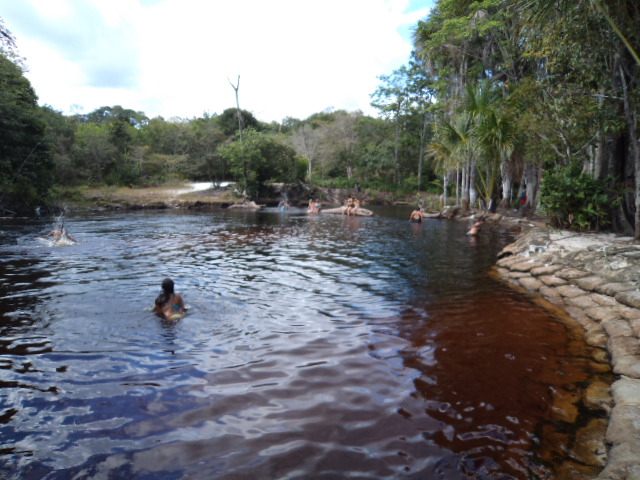
Balneari del Mato grosso
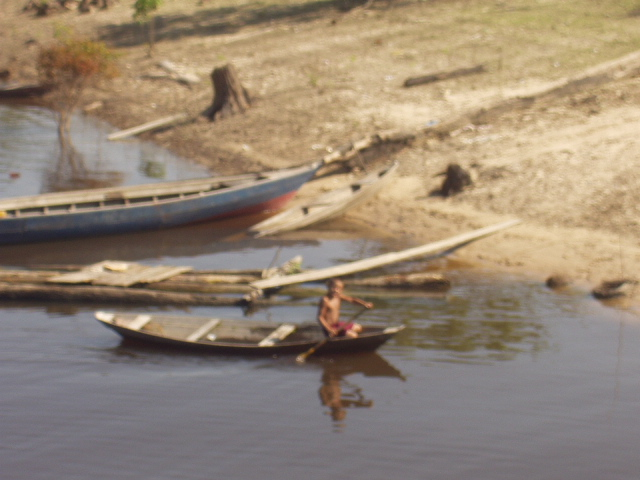
Ribera a Novo Airão
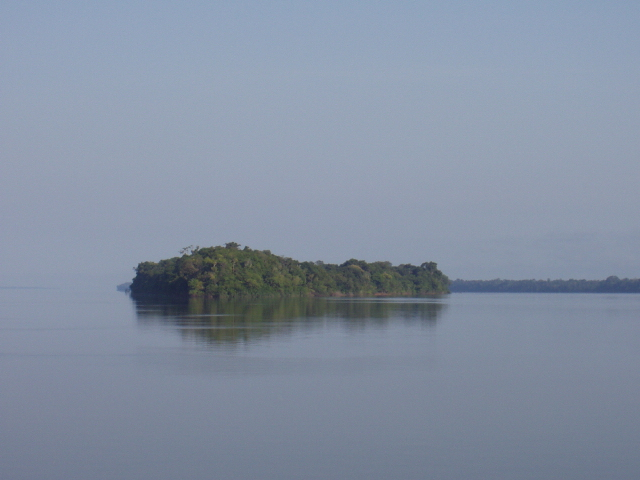
Arxipèlag d'Anavilhanas
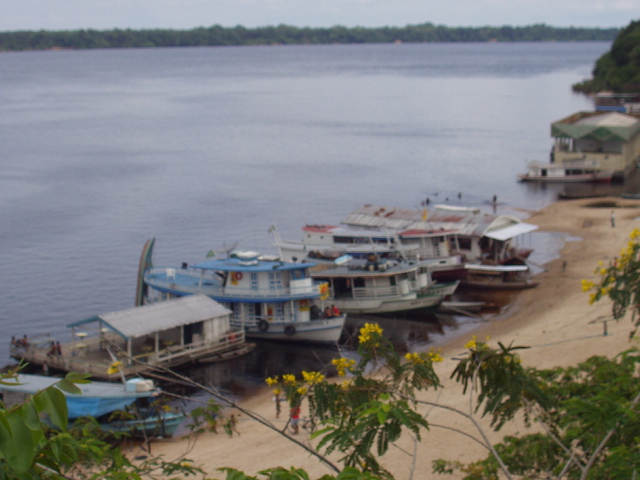
Vaixells a la ciutat